# 4-й гвардейский авиационный корпус дальнего действия
4-й гвардейский авиационный корпус дальнего действия (4-й гв. бак дд) —соединение дальней бомбардировочной авиации Военно-Воздушных сил (ВВС) Вооружённых Сил РККА, принимавшее участие в боевых действиях Великой Отечественной войны.

## Наименования корпуса

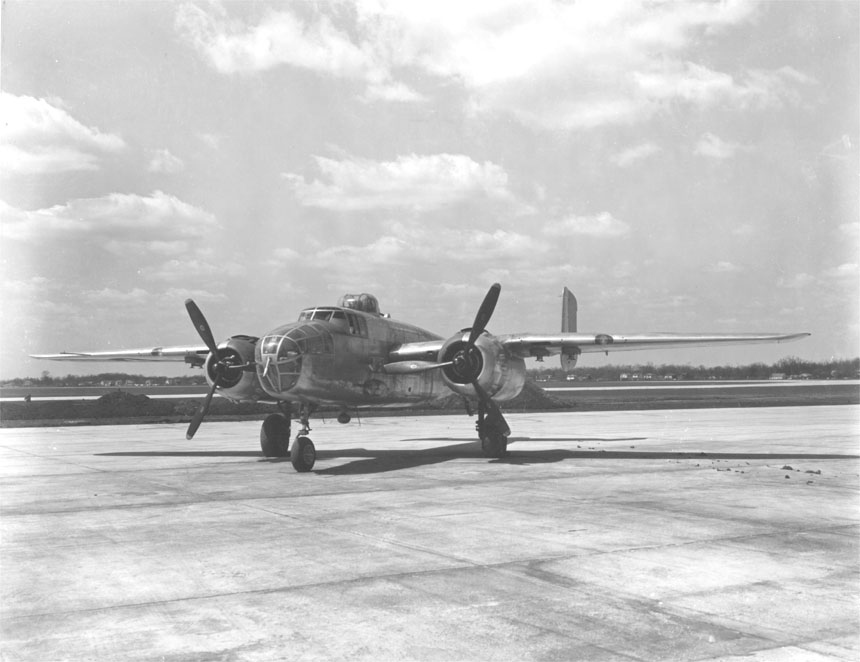
Основной самолёт корпуса В-25

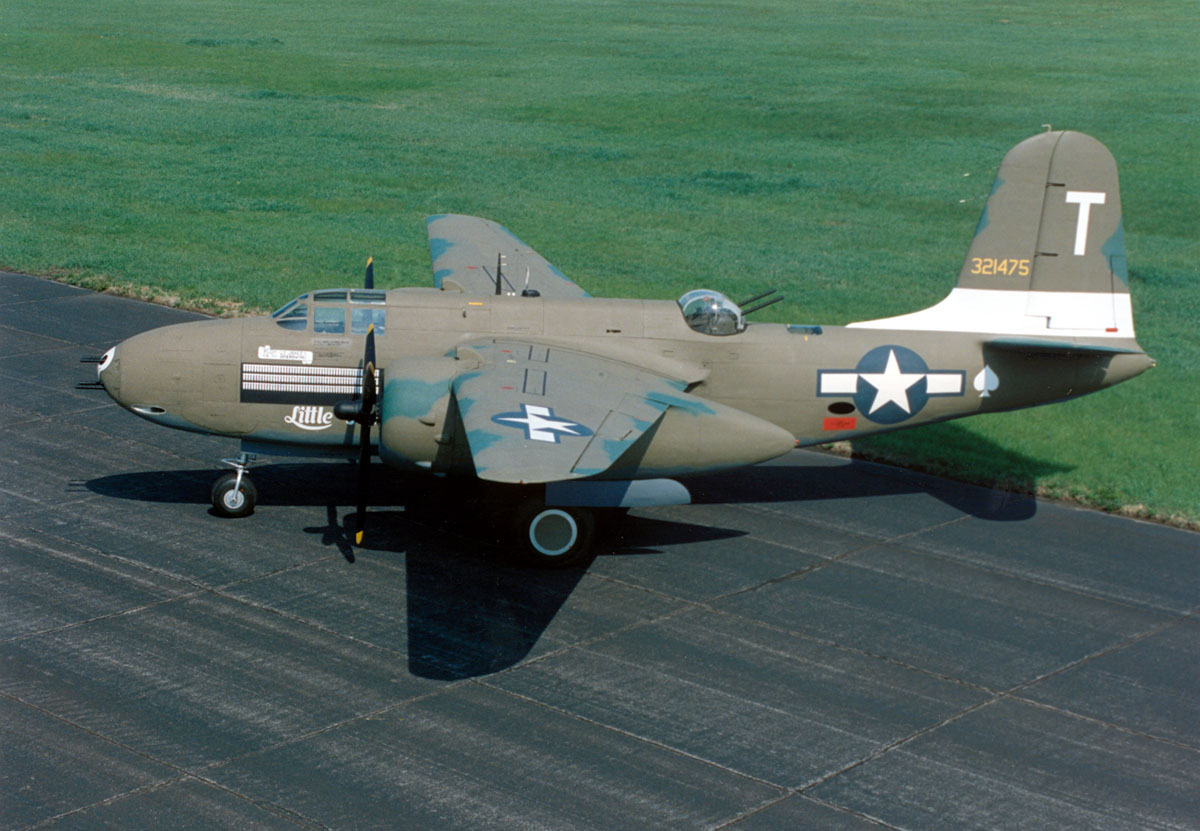
A-20G (Дуглас А-20 Хээвок/ДБ-7 Боостон)

- 4-й гвардейский авиационный корпус дальнего действия
- 4-й гвардейский Гомельский авиационный корпус дальнего действия
- 4-й гвардейский Гомельский бомбардировочный авиационный корпус
- 81-й гвардейский Гомельский бомбардировочный авиационный корпус

## Создание корпуса
4-й гвардейский авиационный корпус дальнего действия создан 21 июня 1943 года на основании Директивы Генерального Штаба

## Преобразование корпуса
4-й гвардейский Гомельский авиационный корпус дальнего действия 29 декабря 1944 года переформирован в 4-й гвардейский Гомельский бомбардировочный авиационный корпус

## В действующей армии
В составе действующей армии:
- с 3 июля 1943 года по 29 декабря 1944 года[3], всего 546 дней

## Командир корпуса
- полковник Ковалёв Сергей Павлович[4]. Период нахождения в должности (исполняющий обязанности)[5]: с 3 июля 1943 года по 25 апреля 1944 года
- генерал-майор авиации Счётчиков Георгий Семёнович[6]. Период нахождения в должности: с 25 апреля 1944 года по 29 декабря 1944 года

## В составе объединений
| Объединение               | Период                  |
| ------------------------- | ----------------------- |
| авиация дальнего действия | 03.07.1943 — 29.12.1944 |

## Соединения, части и отдельные подразделения корпуса
- 4-я гвардейская Брянская авиационная дивизия дальнего действия[7][8]
  - 13-й гвардейский Рославльский Краснознамённый авиационный полк дальнего действия (В-25)
  - 15-й гвардейский Севастопольский Краснознамённый авиационный полк дальнего действия (В-25)
  - 27-й гвардейский Брестский авиационный полк дальнего действия (с 10.01.1944 г., переименован из 113-го авиационного полка ночных охотников-блокировщиков дальнего действия (A-20G)[9]
  - 335-й авиационный полк дальнего действия (до 05.11.1944 г., переименован в 34-й гвардейский авиационный полк дальнего действия)[10] (В-25)
  - 34-й гвардейский авиационный полк дальнего действия (с 05.11.1944 г., переименован из 335-го авиационного полка дальнего действия) (В-25)
  - 113-й авиационный полк ночных охотников-блокировщиков дальнего действия (до 10.01.1944 г., переименован в 27-й гвардейский авиационный полк дальнего действия[9](A-20G)
- 5-я гвардейская Гомельская авиационная дивизия дальнего действия[7][8]
  - 14-й гвардейский Смоленский Краснознамённый авиационный полк дальнего действия (В-25, Ли-2)
  - 21-й гвардейский Севастопольский авиационный полк дальнего действия (В-25)
  - 337-й авиационный полк дальнего действия (до 05.11.1944 г., переименован в 35-й гвардейский авиационный полк дальнего действия)[10] (В-25)
- 341-й отдельный авиационный полк дальнего действия (В-25)

## Участие в операциях и битвах

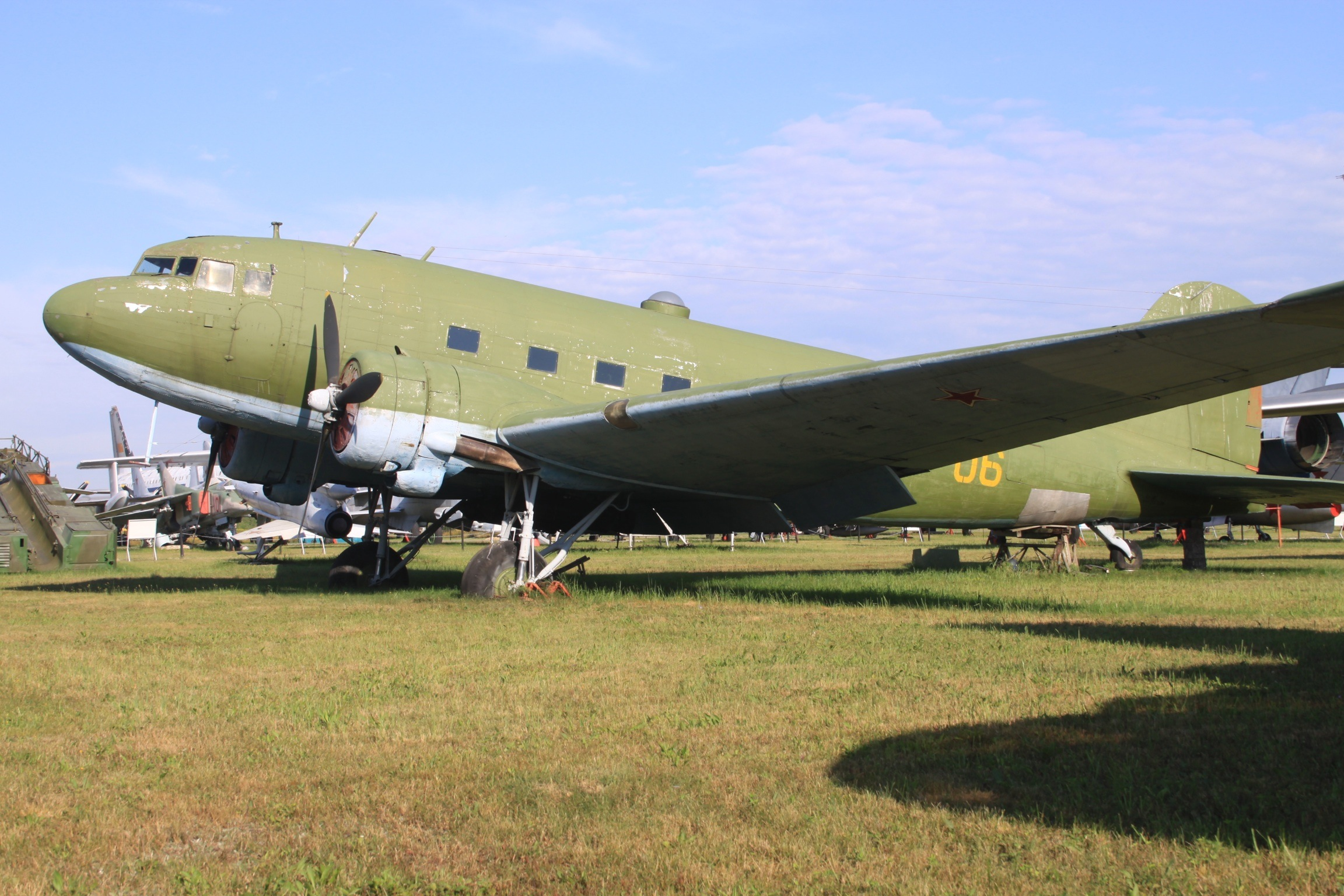
Самолёт Ли-2ДБ

- Курская битва — с 5 июля 1943 года по 23 августа 1943 года
- Смоленская операция — с 7 августа 1943 года по 2 октября 1943 года
- Белгородско-Харьковская операция[11] — с 3 августа 1943 года по 23 августа 1943 года
- Духовщинско-Демидовская операция — с 13 августа 1943 года по 2 октября 1943 года.
- Гомельско-Речицкая операция — с 10 ноября 1943 года по 30 ноября 1943 года.
- Крымская операция — с 8 апреля 1944 года по 12 мая 1944 года
- Воздушная операция против Финляндии — с 6 февраля 1944 года по 27 февраля 1944 года.
- Львовско-Сандомирская операция — с 13 июля 1944 года по 29 августа 1944 года.
- Ясско-Кишиневская операция — с 20 августа 1944 года по 29 августа 1944 года

## Гвардейские части
- 335-й авиационный полк дальнего действия за образцовое выполнение заданий командования Приказом НКО СССР № 0361 от 5 ноября 1944 года переименован в 34-й гвардейский авиационный полк дальнего действия[10].
- 337-й авиационный полк дальнего действия за образцовое выполнение заданий командования Приказом НКО СССР № 0361 от 5 ноября 1944 года переименован в 35-й гвардейский авиационный полк дальнего действия[10].
- 113-й авиационный полк ночных охотников блокировщиков дальнего действия за образцовое выполнение заданий командования Приказом НКО СССР № 001 от 10 января 1944 года переименован в 27-й гвардейский авиационный полк дальнего действия[9].

## Почётные наименования
- 4-му гвардейскому авиационному корпусу дальнего действия 27 мая 1944 года за отличия в боях при овладении областным и крупным промышленным центром Белоруссии городом Гомель — важным узлом железных дорог и мощным опорным пунктом обороны немцев на полесском направлении присвоено почётное наименование «Гомельский»[12][13]/
- 4-й гвардейской авиационной дивизии дальнего действия 27 мая 1944 года за отличие в боях при форсировании реки Десна и при овладении важнейшими опорными пунктами обороны немцев на рубеже реки Десна, крупными промышленными центрами – городами Брянск и Бежица[14] присвоено почётное наименование «Брянская»[12]
- 5-й гвардейской авиационной дивизии дальнего действия 27 мая 1944 года за отличия в боях при овладении областным и крупным промышленным центром Белоруссии городом Гомель — важным узлом железных дорог и мощным опорным пунктом обороны немцев на полесском направлении присвоено почётное наименование «Гомельская»[12][13].
- 13-му гвардейскому авиационному полку дальнего действия 25 сентября 1943 года на основании приказа Верховного Главнокомандующего за отличия в боях при форсировании реки Днепр и овладении штурмом городов Смоленск — важнейшего стратегического узла обороны немцев на западном направлении, и Рославль — оперативно важным узлом коммуникаций и мощным опорным пунктом обороны немцев на могилевском направлении присвоено почетное наименование «Рославльский»[15][16].
- 14-му гвардейскому авиационному полку дальнего действия 25 сентября 1943 года на основании приказа Верховного Главнокомандующего за отличия в боях при форсировании реки Днепр и овладении штурмом городов Смоленск — важнейшего стратегического узла обороны немцев на западном направлении, и Рославль — оперативно важным узлом коммуникаций и мощным опорным пунктом обороны немцев на могилевском направлении присвоено почетное наименование «Смоленский»[16].
- 15-му гвардейскому авиационному полку дальнего действия Приказом НКО № 0137 от 27 мая 1944 года за отличие в боях при овладении  штурмом крепостью и важнейшей военно-морской базой на Чёрном море городом Севастополь в соответствии с Приказом ВГК присвоено почётное наименование «Севастопольский»[12][17].
- 22-му гвардейскому авиационному полку дальнего действия Приказом НКО № 0137 от 27 мая 1944 года за отличие в боях при овладении  штурмом крепостью и важнейшей военно-морской базой на Чёрном море городом Севастополь в соответствии с Приказом ВГК присвоено почётное наименование «Севастопольский»[12]
- 27-му гвардейскому авиационному полку дальнего действия за отличие в боях при овладении  областным центром Белоруссии городом и крепостью Брест (Брест-Литовск) – оперативно важным железнодорожным узлом и мощным укрепленным районом обороны немцев на варшавском направлении Приказом НКО СССР № 0258 от 10 августа 1944 года в соответствии с Приказом ВГК присвоено почётное наименование «Брестский»[18].

## Награды
- 13-й гвардейский авиационный Рославльский полк дальнего действия за образцовое выполнение боевых заданий командования и проявленные при этом доблесть и мужество Указом Президиума Верховного Совета СССР от 26 мая 1944 года награждён орденом «Боевого Красного Знамени».
- 14-й гвардейский авиационный полк дальнего действия за образцовое выполнение боевых заданий командования и проявленные при этом доблесть и мужество Указом Президиума Верховного Совета СССР от 26 мая 1944 года награждён орденом «Боевого Красного Знамени».
- 15-й гвардейский авиационный Севастопольский полк дальнего действия за образцовое выполнение боевых заданий командования и проявленные при этом доблесть и мужество Указом Президиума Верховного Совета СССР от 19 августа 1944 года награждён орденом «Боевого Красного Знамени».

## Благодарности Верховного Главного Командования
Верховным Главнокомандующим воинам корпуса объявлены благодарности:
- За отличие в боях при овладении штурмом крепостью и важнейшей военно-морской базой на Чёрном море городом Севастополь[17].
- за прорыв обороны немцев на Бобруйском направлении[19]
- За отличие в боях при овладении столицей Советской Белоруссии городом Минск — важнейшим стратегическим узлом обороны немцев на западном направлении[20].
- За отличие в боях при овладении областным центром Белоруссии городом и крепостью Брест (Брест-Литовск) — оперативно важным железнодорожным узлом и мощным укрепленным районом обороны немцев на варшавском направлении[18].